# Higashikagawa
Higashikagawa (東かがわ市, Higashikagawa-shi) est une ville de la préfecture de Kagawa, au Japon.

## Géographie

### Situation

Localisation de la ville de Higashikagawa dans la préfecture de Kagawa.

Higashikagawa est située dans l'extrême est de la préfecture de Kagawa, au bord de la mer intérieure de Seto.

### Municipalités limitrophes
| Sanuki | mer intérieure de Seto | mer intérieure de Seto |
| Sanuki | Higashikagawa          | Naruto, Itano          |
| Awa    | Awa                    | Kamiita                |

### Démographie
En août 2019, la population de la ville de Higashikagawa était de 29 528 habitants, répartis sur une superficie de 152,83 km2.

## Histoire
Higashikagawa est née de la fusion des anciens bourgs de Hiketa, Ōchi et Shirotori le 1er avril 2003.

## Transports
Higashikagawa est desservie par la ligne Kōtoku de la JR Shikoku.

## Personnalités liées à la municipalité
- Jun'ichi Nakahara (16 février 1913-19 avril 1983), graphiste et dessinateur
- Shozo Fujii, judoka né à Higashikagawa.